# Haunted
Haunted es el quinto episodio de la cuarta temporada y septuagésimo cuarto episodio a lo largo de la serie de televisión estadounidense de drama y ciencia ficción, Arrow. El episodio fue escrito por Brian Ford Sullivan y Oscar Balderrama y dirigido por John Badham. Fue estrenado el 4 de noviembre de 2015 en Estados Unidos por la cadena The CW.
Cuando las cosas dan un giro para peor respecto a la condición de Sara, Oliver llama a un viejo amigo con un vasto conocimiento sobre las artes oscuras: John Constantine.

## Elenco
- Stephen Amell como Oliver Queen/Flecha Verde.
- Katie Cassidy como Laurel Lance/Canario Negro.
- David Ramsey como John Diggle.
- Willa Holland como Thea Queen/Speedy.
- Emily Bett Rickards como Felicity Smoak.
- John Barrowman como Malcolm Merlyn/Arquero Oscuro (crédito solamente).
- Paul Blackthorne como el capitán Quentin Lance.

## Continuidad
- El episodio marca la primera aparición de John Constantine en la serie.

- El episodio también representa el debut de Alex Davis.

- Baron Reiter fue visto anteriormente en Restoration.
- Oliver descubre que Sara está viva.
- Thea le revela a Oliver que asesinó a dos hombres durante su viaje a Nanda Parbat.
- Diggle se entera de que Lance está trabajando para Damien Darhk.
- Se revela que Oliver conoció a John Constantine en Lian Yu.
- Diggle descubre la razón por la que H.I.V.E. asesinó a su hermano.
- Oliver llama a Constantine para realizar una restauración a Sara.

- Oliver, Laurel y Constantine viajan al otro mundo para rescatar el alma de Sara.

- Felcity descubre que Ray está vivo.

## Desarrollo

### Producción
La producción de este episodio comenzó el 6 de agosto y terminó el 14 de agosto de 2015.

### Filmación
El episodio fue filmado del 17 de agosto al 27 de agosto de 2015.

### Casting
El 10 de agosto de 2015, se dio a conocer que Parker Young fue contratado para aparecer de forma recurrente en la serie interpretando a Alex Davis, un consultor político que trabaja para Oliver y potencial interés amoroso de Thea. Un día después, durante el panel de la serie en la Television Critics Association Mark Pedowitz, presidente de The CW reveló que Matt Ryan retomaría el papel de John Constantine, personaje principal de la serie de la NBC Constantine.

## Filtración en Internet
Durante el fin de semana previo a su estreno, el episodio fue subido a varios sitios de descarga. Para la mañana del 2 de noviembre, el episodio había sido descargado más de 11,000 veces, de acuerdo a los sitios que hacen un seguimiento de la piratería.